# Contes Bassa
Les contes Bassa sont un ensemble de légendes, de récits et d'aventures imaginaires qui relatent la spiritualité du peuple Bassa. Ces contes se transmettent de génération en génération lors de rencontres familiales ou amicales. Les personnages de ces contes sont souvent les animaux de la forêt tels que la tortue (Khul en Bassa). Ces contes ont été pour la plupart recueillis en langue Bassa, d'autres en français et parfois en anglais et consignés dans divers recueils de contes. 

## Description
La spiritualité du peuple Bassa est souvent contenue dans ses contes et ses légendes. Ils constituent un élément important de sa culture qui retranscrit dans sa mémoire les vérités universelles de ce peuple de la forêt à l’aide de ce procédé de conservation de la mémoire collective. Bien que spécifié en tant que conte Bassa, certains contes se retrouvent dans d'autres ethnies du Cameroun et des pays voisins en changeant uniquement la dénomination linguistique des personnages. Les contes sont préservés grâce aux vieux ouvrages qui ont été conservés.

## Recueils de contes
Les contes Bassa ont été compilés dans plusieurs recueils de contes notamment:
- Alice Delphine Tang et Marie-Rose Abomo-Maurin. Contes Bassa et Bulu du Cameroun. L'Harmattan. septembre 2015. 170 p.
- Charles Binam Bikoï et Emmanuel Soundjock. Les contes du Cameroun. CEPER, 1984 - 295 p.
- Tonye Simon Victor. Contes bassa et thèmes de pensée traditionnels, Volume 2. 106 p.
- Werewere Liking, Marie José Hourantier. Liboy li nkundung: conte initiatique bassa (Cameroun).Les Classiques africains, 1980 - 47 p.